# アルブレヒト・ヴィルヘルム・ロート

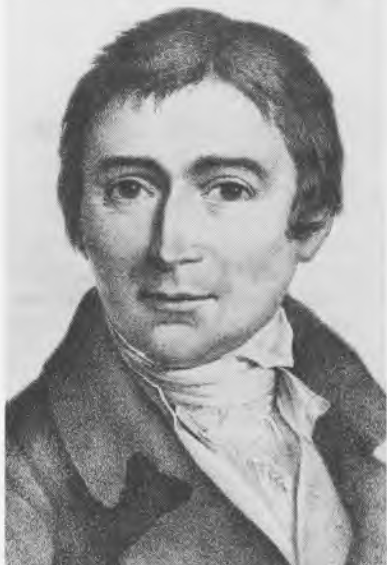
アルブレヒト・ヴィルヘルム・ロート

アルブレヒト・ヴィルヘルム・ロート（Albrecht Wilhelm Roth、1757年1月6日 - 1834年10月16日）は、ドイツの医師、植物学者である。

## 生涯
デートリンゲンに牧師の息子に生まれた。ハレ大学で医学を学んだ。エアランゲン大学で医学号を得た後、デートリンゲンで21年間医師として働いた。1779年に、1000人しか住民がおらず、周りの地域にも医師がいないニーダーザクセン州のフェーゲザック（Vegesack）に移った。
1781年に、Landphysikusに任命され、いくつかの医学書を執筆した。フェーゲザックに移住してから、科学書の執筆をはじめ、1788年の植物書、『ドイツ植物相試論』（"Tentamen florae germanicae"）はドイツのすべての植物を分類したもので、ヴィルヘルム・オルバース・フォッケ（Wilhelm Olbers Focke）によって高く評価された。1802年に海藻の調査のために北海やバルト海を調査した。
1787年にヴェーザー河畔に土地を与えられ、庭園を作り上げ、これは後にフェーゲザックの市立庭園になっている。ロートの評判はゲーテの知るところとなり、1803年にイェナ大学から植物学教授、1810年にエアランゲン大学から教授への就任を求められるが断った。1808年にババリア科学アカデミーの会員に選ばれた。
マメ亜科の属名、Rothiaに献名されている。

## 著作
- Beyträge zur Botanik. 1782–1783.
- Tentamen florae germanicae. 1788–1800.
- Catalecta botanica … 1797–1806.
- Novae plantarum species praesertim Indiae orientalis. 1821.
- Enumeratio plantarum phaenogamarum in Germania sponte nascentium. 1827.
- Manuale botanicum. 1830.